# 東京インターチェンジ

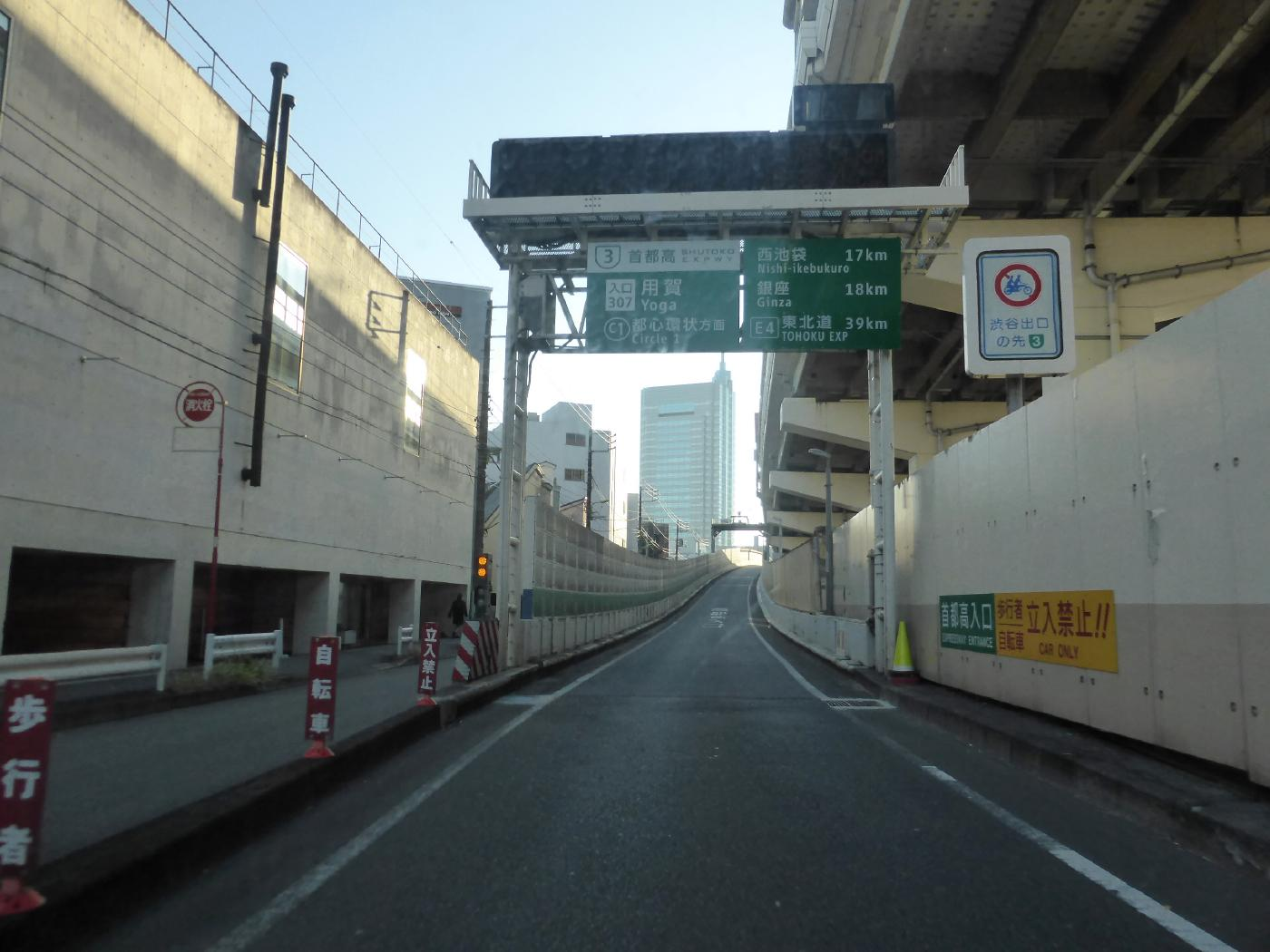
用賀入口（上り）

東京インターチェンジ（とうきょうインターチェンジ）は、東京都世田谷区にある、東名高速道路起点にあるインターチェンジ。
本項では隣接している首都高速3号渋谷線の用賀出入口（ようがでいりぐち）についても併記する。

## 概要
東海道の主要都市を東西に貫く東名高速道路の東側の起終点である。都心から外れた世田谷区に設けられている。東京都道311号環状八号線（以下、環状8号と表記）を介して都内各所に連絡する。都心部との連絡は、首都高速3号渋谷線に直通する。
東京ICは東名高速の東端ではあるが、本線は首都高速3号渋谷線と直結していることから、インターも中間的な形状となっている。インター構造は、土地利用上の問題や、連絡する環状8号との連携を工夫した結果、トランペット型を多用する東名高速にあって、数少ないダイヤモンド型（ハーフダイヤモンド）を採用した。静岡方面に出入する片方向アクセスのハーフインターチェンジである。
用賀出入口は環状8号を挟んで東京ICの向かい側に設けられ、都心環状線方面に出入する片方向アクセスのハーフインターチェンジである。

## 歴史
構想当時、インター名称について議論が行われ、将来、東北自動車道、常磐自動車道の東京側ICを設置する際の名称を考慮して「東京世田谷インターチェンジ」「東京環8インターチェンジ」の候補が挙がったが、最終的に現行名称に落ち着いた。
当初は首都高速3号渋谷線が接続しておらず、東名単独の起終点だった。また、環状8号との交差方法を巡って東京都との交渉が難航した。環状8号は道路中央を通過交通を通すための高架橋を造る計画があり、高架の上をさらに東名、3号渋谷線が跨ぐと桁高さが上がって建設費が高額となることから、日本道路公団としては環状8号を掘割にして、できれば桁高さを抑えたいとの意向だった。しかし、環状8号の直下に埋設物があるため、東京都は掘割案を拒否のうえ環状8号の高架橋案に固執した。結果、やむを得ず、東名、3号渋谷線は桁高さを上げることで対応した。しかしその後環状8号の立体化は行われておらず（現行の都市計画においても立体化予定はない）、現在も東京IC・用賀出入口と環状8号の接続は平面交差で行われている。また、東京IC - 用賀駅方面、用賀出入口 - 岡本方面の直進は禁止となっている。

### 年表
- 1968年（昭和43年）4月25日：東名高速道路の 東京IC - 厚木IC が開通[7]
- 1969年（昭和44年）5月26日：大井松田IC-御殿場IC開通により、東京ICから小牧ICまで全区間開通[7]
- 1971年（昭和46年）12月21日：首都高速道路の 渋谷出入口 - 東京ICが開通[7]（それまで首都高速接続部 - 東京ICランプまでの東名高速道路本線は未開通であったため、この日が東名高速道路の全線開通の日である。）

## 周辺
- 用賀駅 （東急田園都市線）
- 砧公園

## 道路
- E1 東名高速道路(1番)
- 首都高速3号渋谷線(307番)
- 東京都道311号環状八号線（環八通り）

## 料金所
- 東名高速・東京IC側には料金所は設置されておらず、約6 km先の東京本線料金所が実質の入口料金所となる。
- 首都高速・用賀入口側すぐの所に用賀本線料金所があり、東名高速から来た現金車および用賀入口から入ってきた現金車は、同料金所で首都高速道路の均一料金を支払う。

## ギャラリー

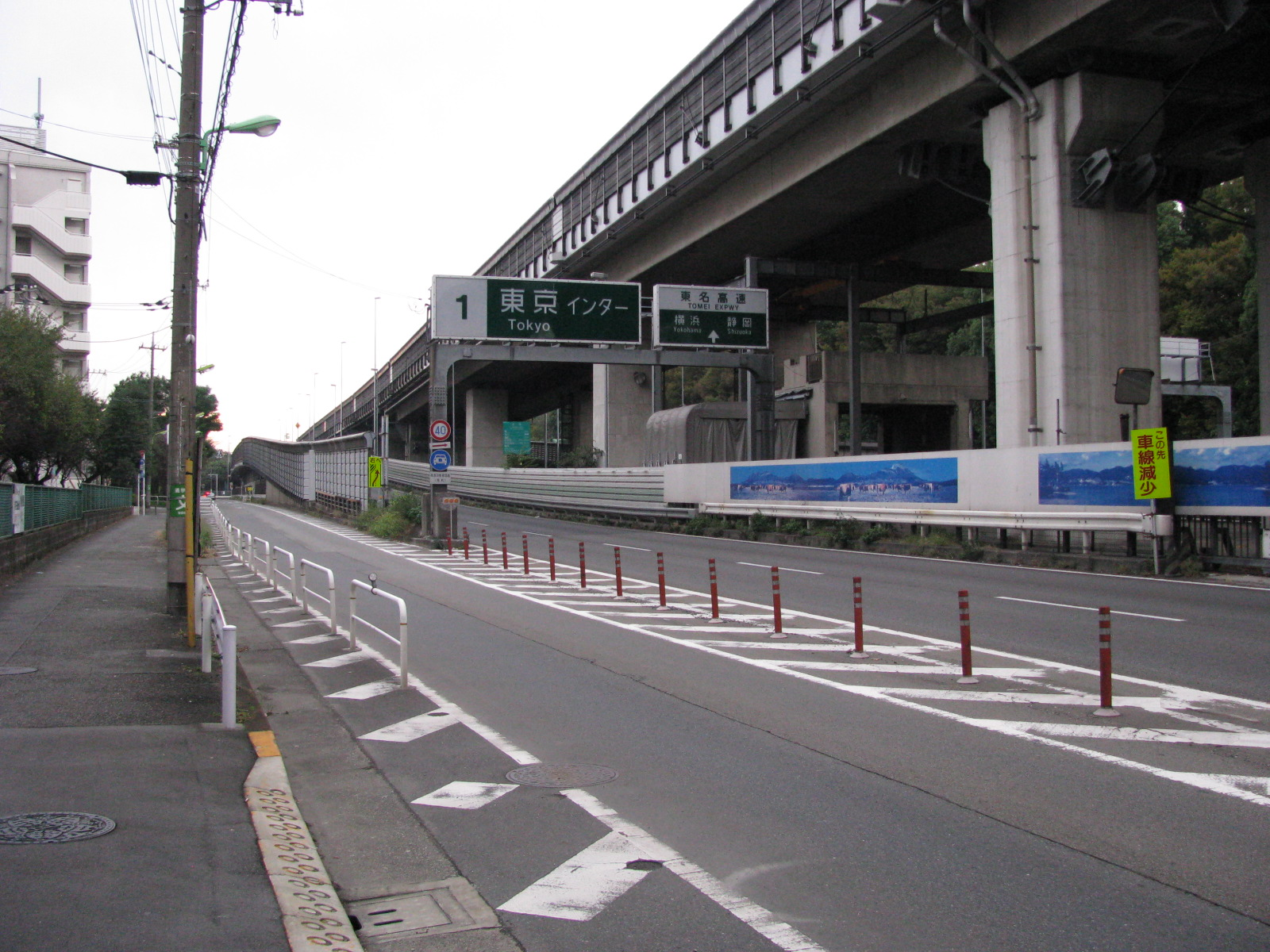
東京IC 入口
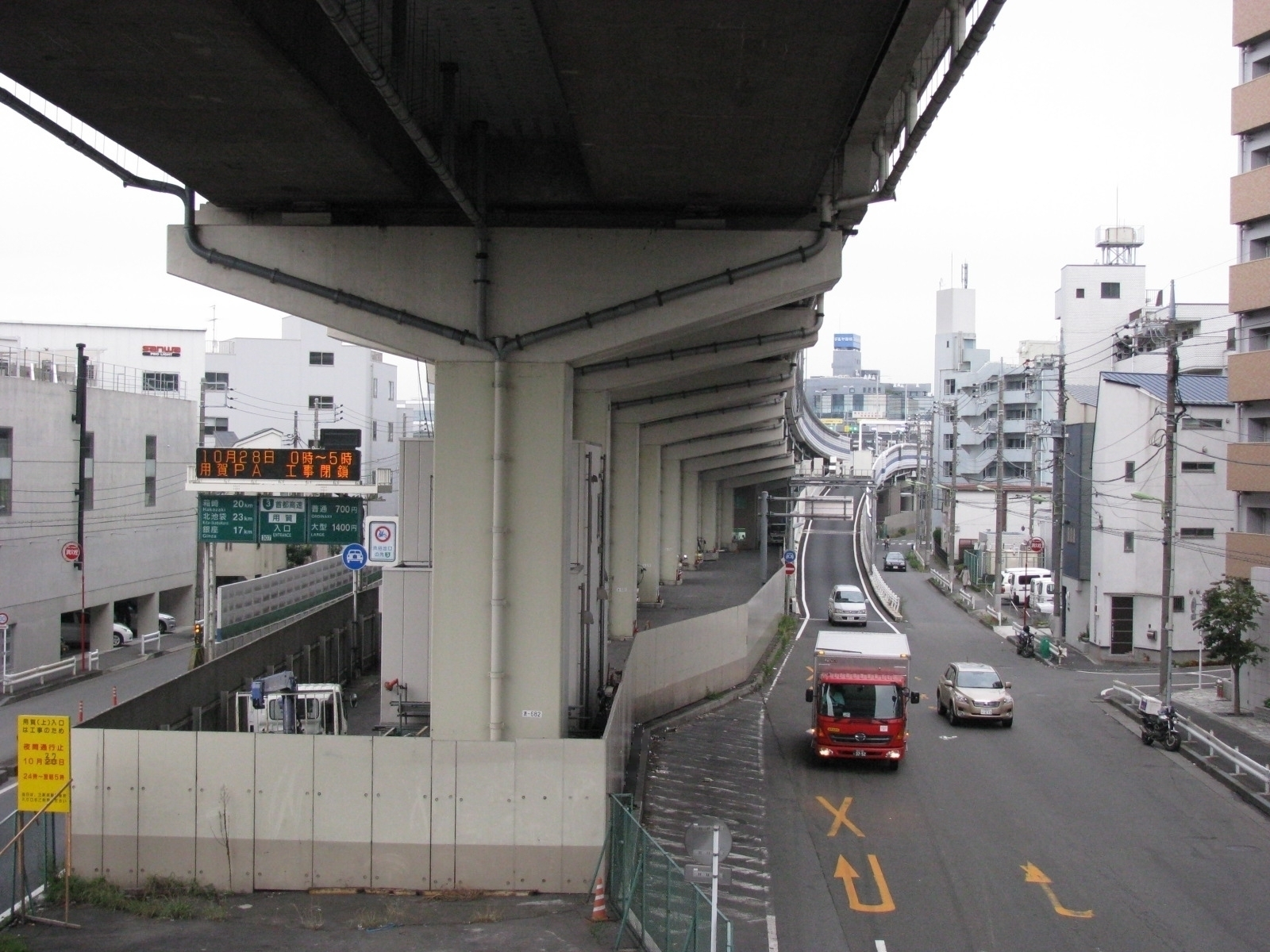
用賀出入口
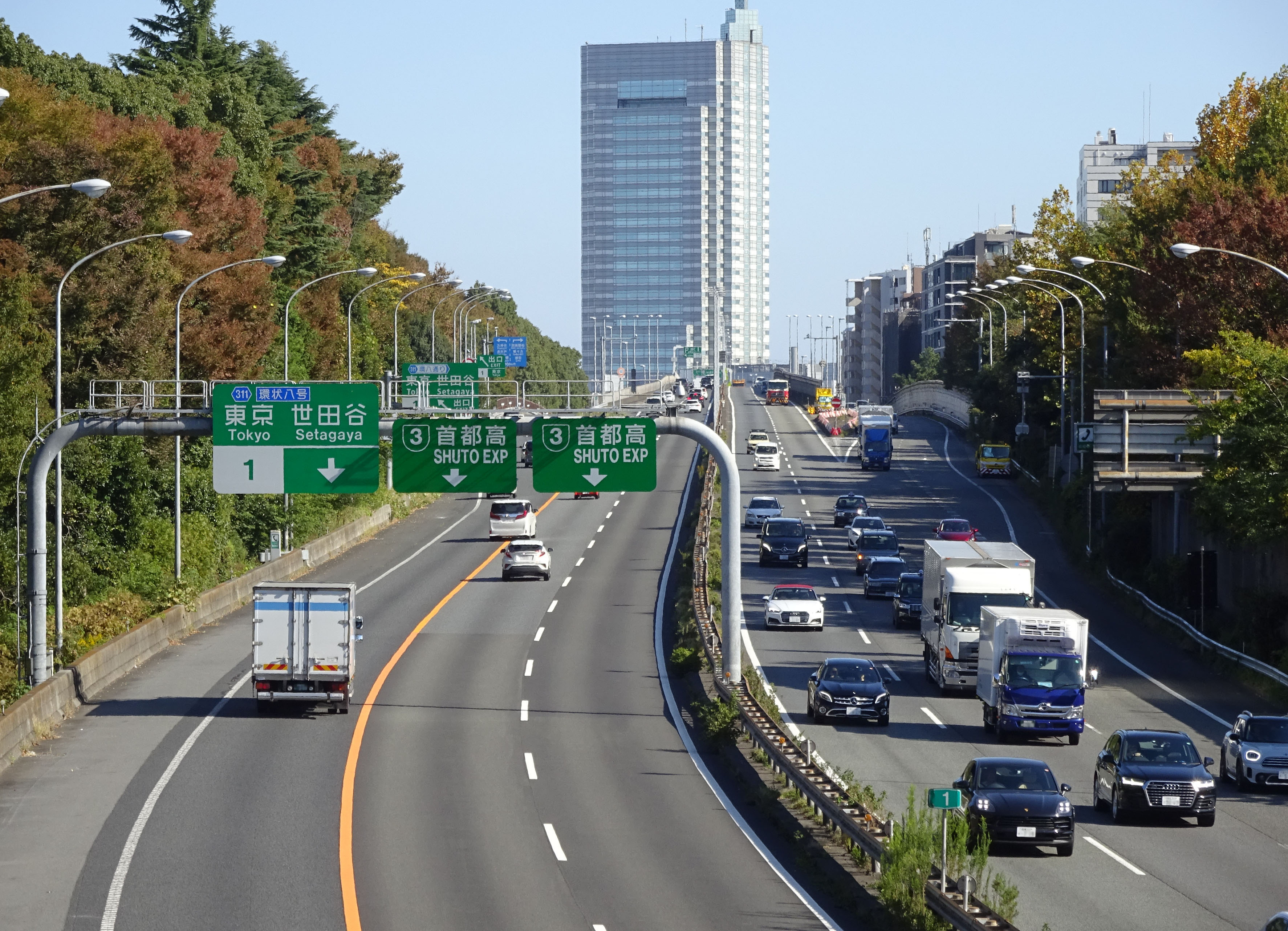
東名川崎寄りの跨道橋から。写真奥が渋谷方面
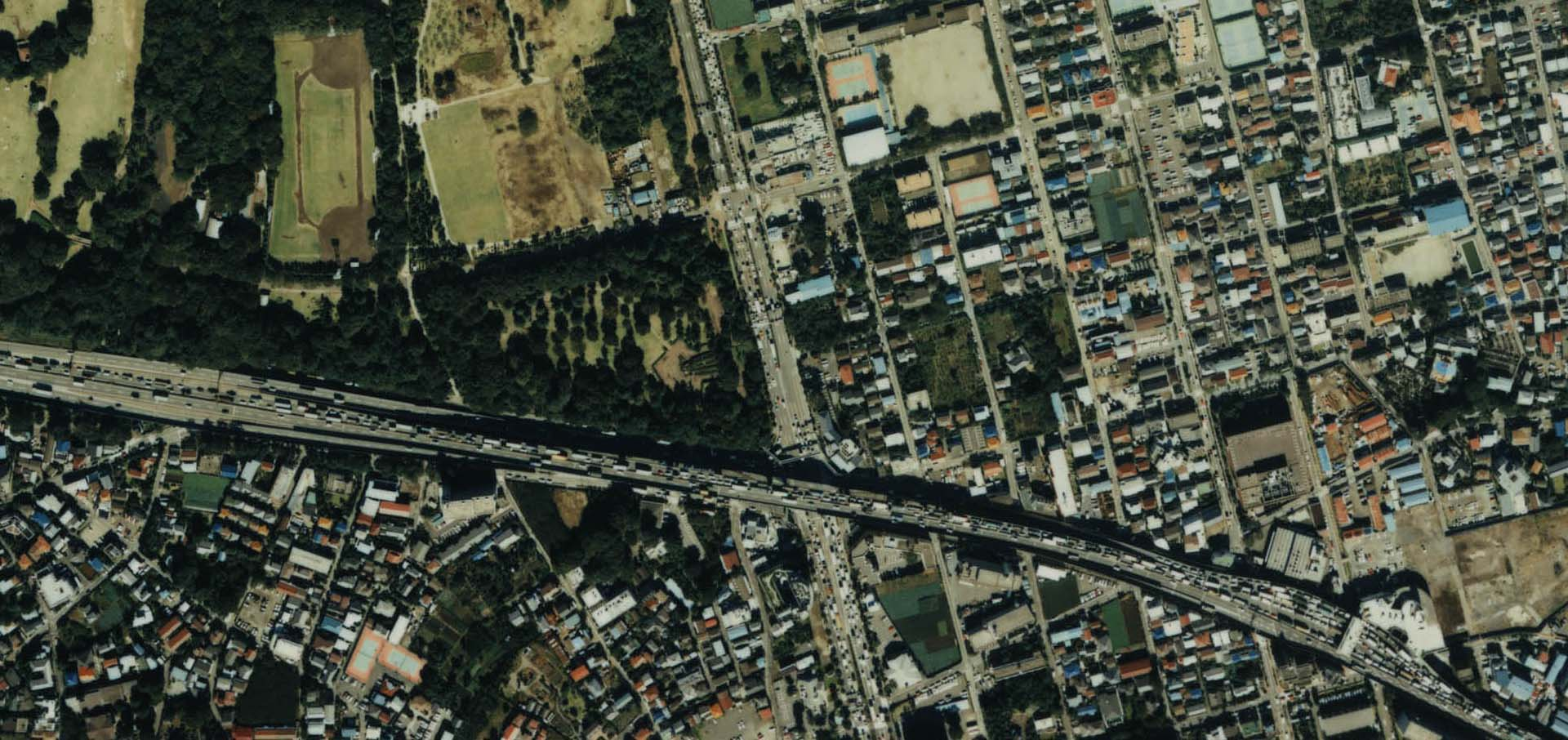
航空写真国土交通省 国土地理院 地図・空中写真閲覧サービスの空中写真を基に作成

## 隣
首都高速3号渋谷線
(304) 池尻出入口（用賀方面出入口） - (305) 三軒茶屋出入口（谷町方面出入口） - 用賀PA/TB - (307) 用賀出入口
E1 東名高速道路
(1) 東京IC - （東名JCT：事業中） - 東京TB/向ヶ丘BS - (3) 東名川崎IC